# Gare de Tattone
La gare de Tattone est une gare ferroviaire française de la ligne de Bastia à Ajaccio (voie unique à écartement métrique). Elle se situe sur le territoire de la commune de Vivario, dans le département de la Haute-Corse et la Collectivité de Corse (CdC).
Construite par l'État, elle est mise en service en 1892 par la Compagnie de chemins de fer départementaux (CFD). C'est une halte des Chemins de fer de la Corse (CFC) desservie par des trains « grande ligne ». Arrêt facultatif (AF), il faut signaler sa présence au conducteur pour qu'il y ait un arrêt du train.

## Situation ferroviaire
Établie à 807 mètres d'altitude, la gare de Tattone est établie au point kilométrique (PK) 102,8 de la ligne de Bastia à Ajaccio (voie unique à écartement métrique), entre la halte (arrêt facultatif) du Camping Savaggio et la gare de Vizzavona.

## Histoire
Construite par l'État, la « station de Tattone » est mise en service le 9 octobre 1892 par la Compagnie de chemins de fer départementaux (CFD) lors de l'ouverture à l'exploitation de la section de Vizzavona à Vivario du chemin de fer d'Ajaccio à Bastia. L'adjudication pour la construction des bâtiments de la station date du 17 juillet 1891.

## Service des voyageurs

### Accueil
Halte CFC, c'est un point d'arrêt non géré (PANG) à accès libre. Arrêt facultatif  (AF) : le train ne s'arrête que si la demande a été faite au conducteur.

### Desserte
Tattone est desservie par des trains CFC « grande ligne » de la relation Bastia (ou Corte) - Ajaccio.

### Intermodalité
Le stationnement des véhicules est possible à proximité.